# Srneći Dol
Srneći Dol (en serbe cyrillique : Срнећи Дол) est un village de Serbie situé dans la municipalité de Vladičin Han, district de Pčinja. Au recensement de 2011, il comptait 29 habitants.

## Démographie
| 1948 | 1953 | 1961 | 1971 | 1981 | 1991 | 2002 | 2011 |
| ---- | ---- | ---- | ---- | ---- | ---- | ---- | ---- |
| 253  | 239  | 236  | 231  | 158  | 81   | 58   | 29   |

|  |